# 산업화

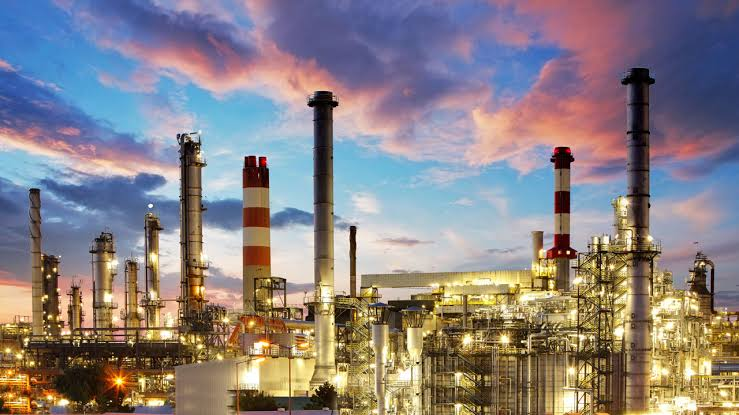

산업화(産業化) 또는 공업화(工業化)란 산업 활동의 확대 과정이자 집중화 과정이다. 증기 기관과 기계 공업의 발달로 산업 생산이 농업의 생산을 능가하게 된다. 일반적으로 사회적이고 경제적이고 문화적인 변화가 수반한다.
전통적인 사회가 근대화하는 과정에서는 정치·경제·사회면에서 커다란 변화가 일어난다. 이 중에서 경제면의 주된 변화는 공업의 발전이다. 이것을 일반적으로 공업화라고 한다. 그러나 공업화의 언어로서, 농업국에서 공업국에의 전화를 가리키는 경우도 있으며 매뉴팩처에서 공장제 대공업으로의 변화를 가리키는 경우도 있다. 농업이 압도적인 지위를 차지해서 1인당 생산수준이 정체해 있는 후진적인 경제를 개발할 때에는 공업화가 제1의 정책 목표가 되는 수가 많다. 더욱이 역사적으로는 소련을 제외하면 각국마다 소비재 부문에서 공업화가 착수되었다.
발터 호프만(Walther Hoffmann 1903-  )은 공업화를 3단계로 나누어 생각한다. 즉 제1단계는 소비재 부문의 미발달 시기, 제2단계는 소비재 부문에 비하여 자본재 부문이 균형있게 발전하는 시기로 나눈다. 그리고 19세기 이래, 각국의 공업화를 분석하고 각 단계는 자본재 부문과 소비재 부문의 비율을 써서 양적으로 표현하려 했다. 호프만에 의하면 제1단계는 자본재 부문을 1로 하여 소비재 부문은 5±1, 제2단계는 1：2±, 제3단계는1：1±이 된다. 1920년대에서 제1단계에 속하는 나라는 브라질, 칠레, 인도, 뉴질랜드, 제2단계 나라는 네덜란드, 덴마크, 캐나다, 헝가리, 남아연방, 오스트레일리아, 일본, 제3단계는 영국, 미국, 독일, 프랑스, 벨기에, 스위스, 스웨덴이라 했다. 호프만의 공업화 단계설은 공업 부문내의 2부문에만 중점을 두고 있으므로 공업화의 양적 파악에는 편의가 있으나 부분적인 관찰에 그치고 있다. 공업화를 일국의 경제문제로서 파악할 때는 다시 크게 산업 전체의 구조 변화에도 주목할 필요가 있다.
콜린 클라크는 산업을 제1차 산업부문(농림·어업), 제2차 산업부문(광공업), 제3차 산업부문(상업·교통·서비스업)으로 분류하고, 국민소득의 증대에 따라 노동인구나 국민소득의 비중은 제1차산업에서 제2차, 제3차 산업으로 옮겨가는 것을 지적했다. 예컨대 세계 최고의 국민소득 수준을 보여주는 미국을 보면, 국내 총생산에 차지하는 제1차 산업의 비중은 3%, 제2차 산업은 32%, 제3차 산업은 65%, 영국은 각각 3%, 37%, 60%, 서독은 3%, 50%, 47%, 일본은 5%, 44%, 51%이다. 이에 대하여 국민소득 수준이 낮은 인도는 43%, 20%, 37%이다(모두 75년의 숫자). 제1차 산업의 비중과 제2차 산업의 비중과의 관계는 이와 같이 그 나라의 공업화의 수준을 대체로 추정케 한다.
이와 같이 경제발전에 따라 산업구조가 변화하는 것은 산업부문 사이에 부가가치 생산성의 차이가 있기 때문이다. 일반적으로 농업부문의 부가가치 생산성은 공업부문의 그것에 비하여 상대적으로 낮다. 그 때문에 국민소득 수준을 높이기 위해서는 이론적으로 말해서 공업화가 최량의 수단이 되므로, 후진국 경제의 개발계획의 대부분이 공업화를 주목표로 하고 있다.
그러나 농업 중심의 후진적 경제를 공업화하는 것은 용이한 일이 아니다. 공업화를 진전시키기 위해서는 적어도 다음 3가지 조건이 어느 정도 충족되어 있어야 한다. 즉, ① 사회의 인적 자원의 확충, ② 사회적 간접자본(운수·통신·관개·동력)의 증대, ③ 토지개혁과 같은 농업부문의 근본적 개혁이다. 이 중에서 가장 중요한 것은 공업화 촉진의 역군이 될 인적 자원의 확충일 것이다.
사회적 간접자본의 증대나 토지개혁 등은 오늘날의 후진국 정부의 역할 증대와 외국 원조를 통하여 실현해 갈 것이지만, 인적 자원의 확충만은 오랜 시간과 노력을 필요로 할 것이다. 이 세 가지 조건이 갖추어져야 비로소 공업화의 기초가 닦아진 것이 된다. 그러나 이렇게 하여 공업화의 템포가 가속도적으로 빠른 시기, 이른바 로스토의 테이크 오프기(期)에 들어가기까지는 더욱 힘차게 밀어주는 힘이 필요하다. 여기에 역점을 둔 것이 '빅 푸시 이론'이다. 로스토도 테이크 오프기(이륙기)와, 공업화가 아직 착실하게 뿌리박지 못한 공업화의 착수 단계와를 구별하고 있다.

## 참조
- 이 문서에는 다음커뮤니케이션(현 카카오)에서 GFDL 또는 CC-SA 라이선스로 배포한 글로벌 세계대백과사전의 〈공업화〉 항목을 기초로 작성된 글이 포함되어 있습니다.

## 같이 보기
- 산업 혁명
- 산업